# Hans Neugebauer
Hans Edgar Neugebauer (* 17. November 1916 in Karlsruhe; † 30. Juli 1994 in Köln) war ein deutscher Opernregisseur, Bühnenbildner und Sänger der Stimmlage Bass.

## Leben und Theaterkarriere
Neugebauer ist der Sohn des Opernsängers Helmuth Neugebauer. Er studierte nach dem Abitur Musik, Gesang (Bass) und Bühnenbild in Mannheim; war bis 1956 Sänger. Zu seinen beruflichen Stationen als Opernregisseur zählen die Städte Basel, Chicago, Duisburg, Düsseldorf, 1956/59 Frankfurt a. M., Glyndebourne, Hamburg, 1959/62 Heidelberg, Karlsruhe, 1962/64 Kassel, Gastspiel GlyndebourneF (Rosenkavalier 1965), Köln, Mannheim, Nürnberg, Schwetzingen, Triest, Wiesbaden.
Neugebauer war auch Regisseur der Uraufführung von Bernd Alois Zimmermanns Oper Die Soldaten (Köln 1965).